# Rita Salto
Rita Acacia Salto (Plaza Huincul, 29 de septiembre de 1927), conocida por su nombre artístico Silvia Salgado, es una locutora argentina, la primera locutora oficial de la provincia del Neuquén. Comenzó su carrera en la ciudad de Neuquén en 1945, con la inauguración de la actual radio LU5. Se la considera una precursora de la radiodifusión en la región.

## Historia
Comenzó su carrera en abril de 1945, con 17 años, en la estación neuquina de la Red Argentina de Emisoras Splendid, actual radio de amplitud modulada LU 5.  La primera radio de Neuquén comenzó sus emisiones el 10 de abril de 1945, desde el extinto hotel Confluencia. Unos días antes, se hicieron transmisiones experimentales desde las afueras del club Cipolletti. La primera mujer que salió al aire fue la maestra neuquina Dora Alaniz de López, en una emisión especial del 19 de abril.
Tras la inauguración oficial, LU 5 Radio Splendid lanzó una convocatoria para buscar una locutora femenina, en la que se presentó Rita Salto, que entonces estaba por finalizar sus estudios secundarios en Capital Federal, donde planeaba recibirse como maestra. La seleccionaron entre tres postulantes que hicieron las pruebas.
Junto a otros colegas de la radio neuquina, unos años después de empezar a trabajar, Rita rindió el examen de la Sociedad Argentina de Locutores, en Capital Federal , donde obtuvo el carnet profesional número 507 de nuestro país. Compartió el aire de LU 5 Radio Splendid Neuquén con otros reconocidos locutores y artistas de la zona, como Alfredo Cruz, Magda Byrne y el poeta Milton Aguilar. 
Rita trabajó en la radio de Neuquén hasta 1949, cuando se trasladó temporalmente a Mendoza, donde vivió tres años. Allí eligió el seudónimo de Silvia Salgado, que conservó al volver a Neuquén. Con ese nombre artístico se hizo conocida luego en toda la región.

### Vecina ilustre
El 19 de abril de 2012, el Concejo Deliberante de Neuquén sancionó por unanimidad la declaración de "vecina ilustre" para Rita Salto, por su contribución como mujer pionera de la radiodifusión."Siguiendo su vocación artística, logra rendir examen en la naciente LU5 Radio Splendid de Neuquén, que al cabo de los años le otorgan el privilegio de ser “la primera voz femenina” del eslabón más austral de la Red Argentina de Emisoras Splendid, con el seudónimo de Silvia Salgado", se destaca entre los fundamentos de la distinción.

### Una familia pionera en Plaza Huincul
La familia de Rita Salto estuvo entre las pioneras en la naciente localidad de Plaza Huincul, a principios del siglo pasado. El padre de Rita, Cipriano Salto, participó en 1917 del equipo que perforó el llamado Pozo Uno, que dio origen a la extracción de petróleo en la Cuenca Neuquina.